# Andrei Wjatscheslawowitsch Loktionow
Andrei Wjatscheslawowitsch Loktionow (russisch Андрей Вячеславович Локтионов; englische Transkription: Andrei Vyacheslavovich Loktionov; * 30. Mai 1990 in Woskressensk, Russische SFSR) ist ein russischer Eishockeyspieler, der seit August 2021 erneut beim HK Spartak Moskau aus der Kontinentalen Hockey-Liga (KHL) unter Vertrag steht und dort auf der Position des Centers spielt.

## Karriere
Loktionow begann seine Karriere in den Nachwuchsmannschaften von Chimik Woskressensk. Ab 2003 spielte er für die Juniorenteams des HK Spartak Moskau, bevor er 2006 zu Lokomotive Jaroslawl wechselte. Für Lokomotive spielte er zunächst in der drittklassigen Perwaja Liga, bevor er 2008 für die Herrenmannschaft in der russischen Superliga debütierte. Während des NHL Entry Draft 2008 wurde er von den Los Angeles Kings in der fünften Runde als insgesamt 123. Spieler ausgewählt und von diesen in die Ontario Hockey League zu den Windsor Spitfires geschickt, die ihn beim CHL Import Draft desselben Jahres an in Gesamtposition sechs gezogen hatten. Dem vorausgegangen war ein Konflikt zwischen der neu gegründeten Kontinentalen Hockey-Liga (KHL) und der NHL über den Vertragsstatus des Russen. Mit den Spitfires gewann er 2009 sowohl den J. Ross Robertson Cup als auch den Memorial Cup.
Ab Beginn der Spielzeit 2009/10 spielte er für die Manchester Monarchs in der American Hockey League, gab im Saisonverlauf aber auch sein NHL-Debüt. Im Februar 2013 wurde der Russe im Austausch für ein Fünftrunden-Wahlrecht im NHL Entry Draft 2013 zu den New Jersey Devils transferiert. In der folgenden Saison, im März 2014, gaben die Devils Loktionow im Austausch für Tuomo Ruutu an die Carolina Hurricanes ab. Dort blieb er bis zum Saisonende, bis sein auslaufender Vertrag nicht verlängert wurde und er somit ab Juli 2014 als Free Agent auf der Suche nach einem neuen Arbeitgeber war.
Im November 2014 kehrte Loktionow zu Lokomotive Jaroslawl in die KHL zurück und war bis zum Ende der Saison 2016/17 Stammspieler Lokomotives. Im Juli 2017 wagte er abermals den Sprung nach Nordamerika, als er einen Probevertrag bei seinem Ex-Team Los Angeles Kings unterzeichnete. Daraus entwickelte sich allerdings kein festes Engagement. Im November 2017 kehrte er daher zu Lokomotive zurück. In der Saison 2018/19 war er zusammen mit Brandon Kozun Topscorer bei Lokomotive und wurde folgerichtig für das KHL All-Star Game nominiert. Nach Ablauf seines Vertrages bei Lokomotive wechselte er zusammen mit Kozun zum HK Metallurg Magnitogorsk. Ein Jahr später verließ er den Klub und schloss sich dem Spitzenteam HK ZSKA Moskau an. Mit dem ZSKA erreichte er das Playoff-Finale um den Gagarin-Pokal und kehrte anschließend im Rahmen eines Tauschgeschäfts mit Amur Chabarowsk zu Spartak Moskau zurück.

### International
Mit der russischen U18-Auswahl nahm Loktionow an mehreren internationalen Turnieren teil und gewann dabei eine Gold- und eine Silbermedaille bei U18-Weltmeisterschaften.
Während der Saison 2012/13 absolvierte er sein erstes Länderspiel für die russische Herrennationalmannschaft und wurde für die Weltmeisterschaft 2013 nominiert, bei der er sieben Partien absolvierte. Ein Jahr später, bei der Weltmeisterschaft 2014, wurde er nur in einer Partie eingesetzt. Am Turnierende gewann er mit der Sbornaja die Goldmedaille. Für diesen Erfolg erhielt die gesamte Mannschaft den Orden der Ehre.

## Erfolge und Auszeichnungen
- 2008 Russischer Vizemeister mit Lokomotive Jaroslawl
- 2009 J.-Ross-Robertson-Cup-Gewinn mit den Windsor Spitfires
- 2009 Memorial-Cup-Gewinn mit den Windsor Spitfires
- 2014 Orden der Ehre
- 2019 Teilnahme am KHL All-Star Game

### Nationalmannschaft
- 2007 Goldmedaille bei der U18-Junioren-Weltmeisterschaft
- 2007 Bronzemedaille beim Ivan Hlinka Memorial Tournament
- 2008 Silbermedaille bei der U18-Junioren-Weltmeisterschaft
- 2014 Goldmedaille bei der Weltmeisterschaft

## Karrierestatistik

### International
Vertrat Russland bei:
| - U18-Junioren-Weltmeisterschaft 2007 - Ivan Hlinka Memorial Tournament 2007 - World U-17 Hockey Challenge 2007 | - U18-Junioren-Weltmeisterschaft 2008 - Weltmeisterschaft 2013 - Weltmeisterschaft 2014 |

(Legende zur Spielerstatistik: Sp oder GP = absolvierte Spiele; T oder G = erzielte Tore; V oder A = erzielte Assists; Pkt oder Pts = erzielte Scorerpunkte; SM oder PIM = erhaltene Strafminuten; +/− = Plus/Minus-Bilanz; PP = erzielte Überzahltore; SH = erzielte Unterzahltore; GW = erzielte Siegtore; 1 Play-downs/Relegation; Kursiv: Statistik nicht vollständig)